# فايكنغز: فالهالا
فايكنغز: فالهالا (بالإنجليزية: Vikings: Valhalla) هو مسلسل تلفزيوني درامي تاريخي على نتفليكس.المسلسل مشتق من مسلسل فايكنغز تدور أحداث المسلسل بعد قرن من نهاية أحداث المسلسل الأصلي أواخر تسعينيات القرن التاسع وأوائل القرن الثامن الميلادي والذي يؤرخ بداية نهاية عصر الفايكنج، الذي تميز بمعركة ستامفورد بريدج في عام 1066م

## الأحداث
بعد مائة عام من أحداث نهاية مسلسل الفايكنج، وصلت التوترات بين الفايكنج والعائلة المالكة البريطانية إلى أحداث دموية. يتصادم الفايكنج حول معتقداتهم المسيحية والوثنية. يبدأ ليف إريكسون وفريديس، إيريكسدوتير، وهارالد هاردرادا رحلة ملحمية من كاتيغات إلى إنجلترا وما وراءها، إلى ساحات القتال حيث يقاتلون من أجل البقاء. تُظهر السلسلة نهاية عصر الفايكنج، الذي تميزت به معركة ستامفورد بريدج عام 1066. 

## الممثلين والشخصيات

### ممثلين رئيسين
- سام كورليت في دور (ليف إريكسون)
- فريدا جوستافسون بدور (فريديس ايركسدوتير)
- ليو سوتر في دور (هارالد سيغوردسون)
- برادلي فريجارد في دور (الملك كانوت)
- يوهانس هوكور جوهانسون في دور (أولاف هارالدسون)
- كارولين هندرسون في دور (جارل هاكون)
- لورا برلين في دور (الملكة إيما من نورماندي)
- ديفيد أوكس دور (جودوين)[8]

### شخصيات متكررة
- في الموسم الأول لوجزا ريختر في دور (ليف)
- في الموسم الأول غافان أوكونور دافي في دور (نجال)
- في الموسم الأول إدوارد فرانكلين في دور (سكارد)
- في الموسم الأول سام ستافورد في دور (أولف)
- في الموسم الأول جاك مولاركي (توكا)
- كينيث إم كريستنسن في دور (جارل نوري)
- جيمس بالانجر في دور (هالبيورن)
- كريستوفر ريغ في دور (أغنار)
- في الموسم الأول بارو أوجا في دور (آرني جورمسون)
- في الموسم الأول أوهتونن في دور (جوهان)
- في الموسم الأول روبرت ماكورماك في دور (توماس)
- في الموسم الأول لويس دافيسون في دور (الأمير إدموند)
- في الموسم الأول جافين دريا في دور (إيدريك ستريونا)
- في الموسم الأول ماندينغ في دور (ألتورا)
- بوليانا ماكنتوش في دور (الملكة ألفجيفو)
- سورين بيلمارك في دور (الملك سوين فوركبيرد)
- هينيسي شميت في دور (جيثا)
- روبن لوليس في دور (هارالد هارفوت)[8]

### الضيوف
- في الموسم الأول بوسكو هوجان مثل (الملك أثيلريد الثاني)
- في الموسم الأول سيرني في دور ستين (سيجوردسون)
- في الموسم الأولإيفون ماي في (دور ميرين)
- في الموسم الأول بيل مورفي في دور (Ødger)
- في الموسم الأول فرانك بليك في دور (بيرجر)
- في الموسم الأول جوليان سيجر في دور (جارل جورم)
- جون كافانا في دور (الرائي)
- جاك هيكي في دور (ريتشارد الثاني دوق نورماندي)[8]

## الحلقات
| الحلقة | عنوان الحلقة     | إخراج            | الكاتب         |
| ------ | ---------------- | ---------------- | -------------- |
| 1      | الغرينلاندرز     | نيلز أردن أوبليف | جيب ستيوارت    |
| 2      | فايكنج           | ستيف سانت ليجيه  | جيب ستيوارت    |
| 3      | المستنقعات       | ستيف سانت ليجيه  | فانيسا الكسندر |
| 4      | الجسر            | ستيف سانت ليجيه  | ديكلان كروغان  |
| 5      | معجزة            | هانا كوين        | أوين ماكنامي   |
| 6      | آخر ابنة أوبسالا | هانا كوين        | فانيسا الكسندر |
| 7      | خيارات           | ديفيد فرازي      | ديكلان كروغان  |
| 8      | نهاية البداية    | ديفيد فرازي      | أوين ماكنامي   |

## الإنتاج
في 4 يناير 2019 م ، وبعد انتهاء مسلسل الفايكنج بعد موسمه السادس، أعلن مايكل هيرست وتليفزيون MGM Television عن تصوير سلسلة فرعية من مسلسل الفايكنج مع الكاتب جيب ستيوارت. وفي 19 نوفمبر 2019، أُعلن أن المسلسل سيكون بعنوان Vikings: Valhalla ، ويركز المسلسل على «مغامرات ليف إريكسون وفريديس، هارالد هاردرادا والملك النورماندي ويليام الفاتح». 

## التصوير
بدأ التصوير في أوائل أكتوبر 2020 م في استوديوهات Ashford في مقاطعة ويكلاو في ايرلندا. وبعد بضعة أيام تم إيقاف التصوير بسبب إصابة عدد من الممثلين وطاقم العمل بفايروس كورونا أستئنف التصوير في أيرلندا بداية من أغسطس 2021 .